# Liste der National Historic Landmarks in Connecticut

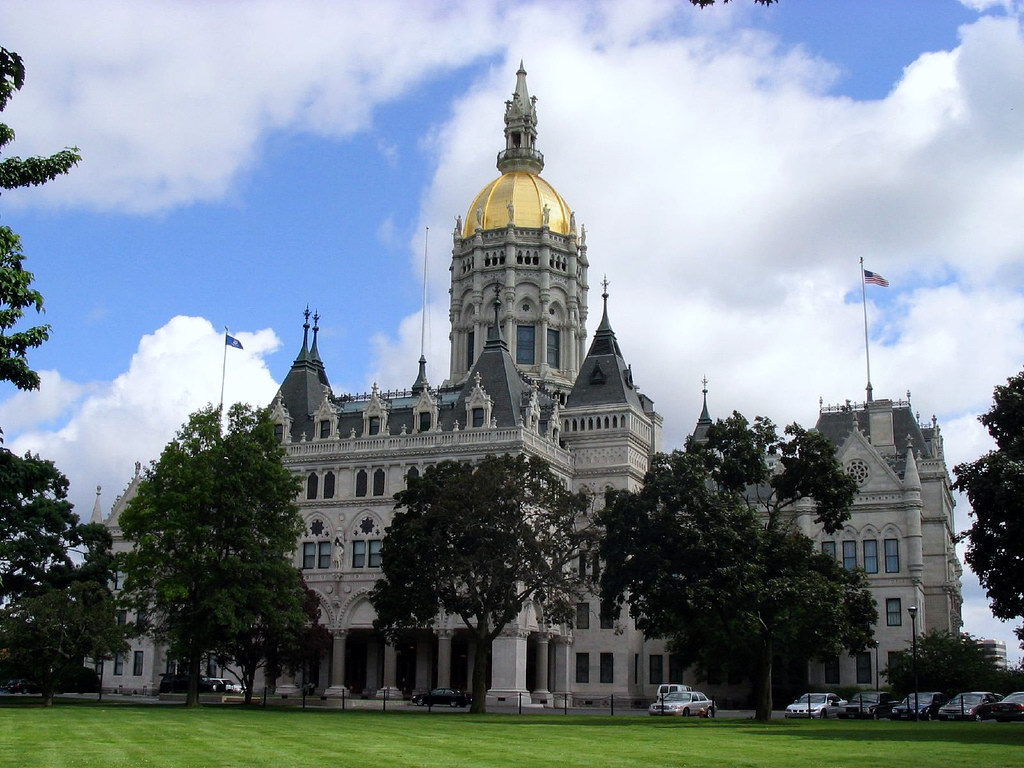
Connecticut State Capitol, Hartford.

Die Liste der National Historic Landmarks in Connecticut verzeichnet die historischen Objekte und Orte, die im amerikanischen Bundesstaat Connecticut als National Historic Landmark (NHL; deutsch: Nationales historisches Wahrzeichen) klassifiziert sind und unter der Aufsicht des National Park Service (NPS) stehen. Ihre besondere nationale Bedeutung hebt sie aus der Menge der anderen Kulturdenkmale im Gesamtregister historischer Stätten (National Register of Historic Places (NRHP)) der USA heraus. Die Auszeichnung wird durch das Innenministerium der Vereinigten Staaten verliehen.
Im zweiten Teil dieser Liste sind außerdem weitere Objekte aufgeführt, die – wie die Landmarks – über Connecticut hinaus für die USA insgesamt historische Bedeutung haben: National Historic Sites, National Historical Parks, National Memorials und einige andere Einrichtungen sind Gebiete, Wahrzeichen oder Mahnmale in den USA, denen die Auszeichnung nicht durch das Innenministerium, sondern direkt durch Gesetze des Kongresses oder Anordnungen des Präsidenten verliehen wurde. Solche historischen Monumente stehen zwar meist ebenfalls unter dem Schutz des National Park Service, sie wurden aber normalerweise nicht zusätzlich noch zum NHL erklärt; oft wurde deren Schutzstatus bereits vor Einführung des Landmarks-Programms 1960 verliehen. Diese Einrichtungen verzeichnet der National Park Service im Anhang der NHL-Liste zu Connecticut.
Schließlich sind in dieser Liste auch jene Denkmale in Connecticut verzeichnet, denen eine frühere Auszeichnung als NHL wieder aberkannt wurde.

## Erläuterungen
- Die Reihenfolge der Einträge, die Namen der Landmarks und das Datum des Eintrags der Auszeichnung folgen den Angaben in der Landmark-Liste des National Park Service zu Connecticut.[5]
- In der Spalte zum Namen der historischen Objekte und Gebiete sind zusätzlich in Klammern Alternativnamen angegeben, wenn es solche gibt.[6]
- In der Spalte zum Eintragsdatum ist zusätzlich die offizielle Registernummer des Eintrags im National Register of Historic Places angegeben.[7]
- In der Spalte zur Lage sind zusätzlich zur Ortsangabe die geografischen Koordinaten verlinkt.
- In der Tabellenspalte links außen gibt der Farbcode für die einzelnen Tabellenzeilen jeweils den Hinweis, welche Auszeichnungskategorie des National Park Systems für den jeweiligen Eintrag gilt.

|      | Legende des Farbcodes               |
| ---- | ----------------------------------- |
| NHL  | National Historic Landmark          |
| NHLD | National Historic Landmark District |
| NHS  | National Historic Site              |

## National Historic Landmarks in Connecticut
In Connecticut gibt es 63 solcher Kulturdenkmale, die in der folgenden Liste vollständig verzeichnet sind (Stand Juli 2017). Sie finden sich in 7 der 8 Countys in Connecticut.
| [ 9 ] | Name                                                                               | Bild                                                   | Eintragsdatum                                             | Lage | County            | Beschreibung |
| ----- | ---------------------------------------------------------------------------------- | ------------------------------------------------------ | --------------------------------------------------------- | --- | ----------------- | --- |
| 1     | Richard Alsop IV House (Davison Art Center)                                        | Richard Alsop IV House                                 | 16. Jan. 2009 ID-Nr. 70000686                             | Middletown, 301 High Street 41° 33′ 29,9″ N, 72° 39′ 22″ W                                                                                       | Middlesex County  | Das Alsop-Haus wurde wegen seiner unverwechselbaren Architektur und der klassizistischen Wandmalereien als NHL ausgezeichnet. Erbaut 1838/39 als Privathaus, seit 1948 im Besitz der Wesleyan University. Sorgfältig renoviert wird es inzwischen als Kunstzentrum genutzt. |
| 2     | A. Everett Austin House                                                            | A. Everett Austin House                                | 19. Apr. 1994 ID-Nr. 94001189                             | Hartford, 130 Scarborough Street 41° 46′ 48,2″ N, 72° 42′ 33,4″ W                                                                                | Hartford County   | Erbaut 1930; wegen seiner auffälligen Architektur in die NHL-Liste aufgenommen und weil es lange das Wohnhaus von Arthur Everett Austin war, eines bedeutenden Direktors des Wadsworth Atheneum. |
| 3     | Henry Barnard House                                                                | Henry Barnard House                                    | 21. Dez. 1965 ID-Nr. 66000803                             | Hartford, 118 Main Street 41° 45′ 24,8″ N, 72° 40′ 32,5″ W                                                                                       | Hartford County   | Erbaut 1807; Wohnhaus des amerikanischen Pädagogen und Schulreformers Henry Barnard. |
| 4     | Birdcraft Sanctuary                                                                | Birdcraft Sanctuary                                    | 19. Apr. 1993 ID-Nr. 82004371                             | Fairfield, 314 Unquowa Road 41° 8′ 40,1″ N, 73° 15′ 31,5″ W                                                                                      | Fairfield County  | Die älteste Vogelschutzeinrichtung der Vereinigten Staaten, gegründet 1914. |
| 5     | Henry C. Bowen House (Roseland Cottage)                                            | Henry C. Bowen House                                   | 5. Okt. 1992 ID-Nr. 77001414                              | Woodstock, 556 Route 169 41° 56′ 57″ N, 71° 58′ 34″ W                                                                                            | Windham County    | Erbaut 1846; eines der am besten erhaltenen Sommerhäuser im nordamerikanischen neogotischen Stil (Carpenter Gothic). |
| 6     | Bush-Holley House                                                                  | Bush-Holley House                                      | 17. Juli 1991 ID-Nr. 88002694                             | Greenwich, 39 Strickland Road 41° 2′ 3,4″ N, 73° 35′ 52,5″ W                                                                                     | Fairfield County  | Ursprünglich 1728–30 erbaut, in den folgenden Jahrzehnten immer wieder erweitert und umgebaut; Treffpunkt der Cos Cob Art Colony zwischen 1890 und 1920. |
| 7     | Buttolph-Williams House                                                            | Buttolph-Williams House                                | 24. Nov. 1968 ID-Nr. 68000048                             | Wethersfield, 249 Broad Street 41° 42′ 38,7″ N, 72° 39′ 1,6″ W                                                                                   | Hartford County   | Erbaut 1711; signifikantes Beispiel für die traditionelle New-England-Architektur. |
| 8     | Charles W. Morgan (Bark)                                                           | Charles W. Morgan (Bark)                               | 13. Nov. 1966 ID-Nr. 66000804                             | Mystic, Mystic Seaport 41° 21′ 39,2″ N, 71° 57′ 54,7″ W                                                                                          | New London County | Stapellauf 1841; das letzte erhaltene Holzschiff der amerikanischen Walfangflotte des 19. Jahrhunderts. |
| 9     | Cheney Brothers Historic District                                                  | Cheney Brothers Historic District                      | 2. Juni 1978 ID-Nr. 78002885                              | Manchester, alter Ortskern im Süden der Stadt 41° 45′ 52,2″ N, 72° 31′ 31,8″ W                                                                   | Hartford County   | Firmengebäude der Seidenmühlenindustrie und traditionelle Arbeitersiedlung des 19. Jahrhunderts. |
| 10    | Russell Henry Chittenden House                                                     | Russell Henry Chittenden House                         | 15. Mai 1975 ID-Nr. 75001944                              | New Haven, 83 Trumbull Street 41° 18′ 48,6″ N, 72° 55′ 21″ W                                                                                     | New Haven County  | Erbaut 1887; Wohnhaus von Russell Henry Chittenden, dem „Vater der amerikanischen Biochemie“. |
| 11    | Coltsville Historic District (Colt Industrial District, Armsmear/Samuel Colt Home) | Coltsville Historic District                           | 13. Nov. 1966 (erweitert 6. Oktober 2008) ID-Nr. 66000802 | Hartford, 80 Wethersfield Avenue (Wohnhaus „Armsmear“) und das Gebiet östlich davon am Ufer des Connecticut River 41° 45′ 25″ N, 72° 39′ 48,1″ W | Hartford County   | Ursprünglich war 1966 „Armsmear“, das Wohnhaus Samuel Colts, als NHL ausgezeichnet worden; 2008 wurde die Auszeichnung erweitert zum District und umfasst seither Fabrikgebäude, Eigner- und Arbeiterwohnungen sowie Gartenanlagen, insgesamt über 80 Gebäude und Anlagen, die mit Colts Leben und Wirken verbunden sind. |
| 12    | Connecticut Agricultural Experiment Station                                        | Connecticut Agricultural Experiment Station            | 19. Juli 1964 ID-Nr. 66000805                             | New Haven, 123 Huntington Street 41° 19′ 50,8″ N, 72° 55′ 7,6″ W                                                                                 | New Haven County  | Erste staatliche Agrar-Forschungseinrichtung in den USA; gegründet 1875, ältestes erhaltenes Gebäude erbaut 1882 (Osborne Library). |
| 13    | Connecticut Hall, Yale University                                                  | Connecticut Hall, Yale University                      | 21. Dez. 1965 ID-Nr. 66000806                             | New Haven, Old Campus Yale University 41° 18′ 29,4″ N, 72° 55′ 43,6″ W                                                                           | New Haven County  | Ältestes erhaltenes Gebäude der Yale University, erbaut 1750/52. |
| 14    | Connecticut State Capitol                                                          | Connecticut State Capitol                              | 30. Dez. 1970 ID-Nr. 70000834                             | Hartford, Bushnell Park 41° 45′ 51″ N, 72° 40′ 56,2″ W                                                                                           | Hartford County   | Regierungs- und Parlamentssitz von Connecticut, erbaut 1871/78. |
| 15    | Prudence Crandall House                                                            | Prudence Crandall House                                | 17. Juli 1991 ID-Nr. 70000696                             | Canterbury, 1 South Canterbury Road 41° 41′ 53″ N, 71° 58′ 18″ W                                                                                 | Windham County    | Wohn- und Schulhaus der Lehrerin und Sklavereigegnerin Prudence Crandall (seit 1995 offiziell „State Heroine“ von Connecticut), erste integrative weiterführende Schule für weiße und farbige Mädchen, 1834 geschlossen nach gewalttätigen Ausschreitungen; Prudence Crandall Museum. |
| 16    | James Dwight Dana House                                                            | James Dwight Dana House                                | 12. Jan. 1965 ID-Nr. 66000874                             | New Haven, 24 Hillhouse Avenue 41° 18′ 48,4″ N, 72° 55′ 25,3″ W                                                                                  | New Haven County  | Wohnhaus des Yale-Geologen James Dwight Dana. |
| 17    | Silas Deane House                                                                  | Silas Deane House                                      | 28. Nov. 1972 ID-Nr. 66000874                             | Wethersfield, 203 Main Street 41° 42′ 41,8″ N, 72° 39′ 10,4″ W                                                                                   | Hartford County   | Wohnhaus von Silas Deane, Teilnehmer am Kontinentalkongress und einer der ersten Diplomaten der USA in einem anderen Land. |
| 18    | Oliver Ellsworth Homestead                                                         | Oliver Ellsworth Homestead                             | 20. Dez. 1989 ID-Nr. 66000874                             | Windsor, 778 Palisado Avenue 41° 52′ 43,1″ N, 72° 37′ 27,9″ W                                                                                    | Hartford County   | Wohnhaus von Oliver Ellsworth, dem historisch dritten Vorsitzenden des Obersten Gerichtshofs der Vereinigten Staaten. |
| 19    | Emma C. Berry                                                                      | Emma C. Berry                                          | 12. Okt. 1994 ID-Nr. 66000874                             | Mystic, Mystic Seaport 41° 21′ 39,2″ N, 71° 57′ 54,7″ W                                                                                          | New London County | Eines der ältesten erhaltenen, kommerziell genutzten Schiffe der USA; erbaut 1866. |
| 20    | First Church of Christ                                                             | First Church of Christ                                 | 15. Mai 1975 ID-Nr. 66000874                              | Farmington, 75 Main Street 41° 43′ 15,8″ N, 72° 49′ 47,7″ W                                                                                      | Hartford County   | Kirche, bei der 1841 die befreiten Afrikaner des Aufstands auf der Amistad religiös und sozial betreut wurden; erbaut 1771. |
| 21    | Fort Shantok Archeological District                                                | Fort Shantok Archeological District                    | 12. Apr. 1993 ID-Nr. 86000469                             | Montville, Uncasville 41° 28′ 41,2″ N, 72° 5′ 5,8″ W                                                                                             | New London County | Mohegan-Siedlung und Heimat des Mohegan-Sachem Uncas. |
| 22    | Florence Griswold House and Museum                                                 | Florence Griswold House and Museum                     | 19. Apr. 1993 ID-Nr. 93001604                             | Old Lyme, 96 Lyme Street 41° 19′ 32,5″ N, 72° 19′ 36,6″ W                                                                                        | New London County | Von Florence Griswold geführte Pension, die von Künstlern des amerikanischen Impressionismus bewohnt wurde, wie Henry Ward Ranger, Childe Hassam oder Willard Metcalf. |
| 23    | Grove Street Cemetery                                                              | Grove Street Cemetery                                  | 16. Feb. 2000 ID-Nr. 93001604                             | New Haven, 200 Grove Street 41° 18′ 49″ N, 72° 55′ 39″ W                                                                                         | New Haven County  | Friedhof mit den Grabstätten vieler bekannter Persönlichkeiten New Havens und der Yale University. |
| 24    | Hill-Stead                                                                         | Hill-Stead                                             | 17. Juli 1991 ID-Nr. 91002056                             | Farmington, 35 Mountain Road 41° 43′ 18,8″ N, 72° 49′ 13″ W                                                                                      | Hartford County   | Das Gebäude wurde als signifikantes Beispiel für die Colonial-Revival-Architektur ausgezeichnet; es gehört zum Farmington Historic District; erbaut 1901. |
| 25    | Samuel Huntington Birthplace                                                       | Samuel Huntington Birthplace                           | 11. Nov. 1971 ID-Nr. 71001009                             | Scotland, 36 Huntington Road 41° 41′ 55″ N, 72° 5′ 8,2″ W                                                                                        | Windham County    | Geburtshaus von Samuel Huntington, einem der Unterzeichner der Unabhängigkeitserklärung der Vereinigten Staaten und Gründerväter der Vereinigten Staaten. |
| 26    | Philip Johnson Glass House                                                         | Philip Johnson Glass House                             | 18. Feb. 1997 ID-Nr. 97000341                             | New Canaan, 798-856 Ponus Ridge Road 41° 8′ 32,6″ N, 73° 31′ 45,8″ W                                                                             | Fairfield County  | Erbaut 1949; Meisterwerk der Architektur der Moderne aus Glas und Stahl; Wohnhaus des Architekten Philip Johnson. |
| 27    | Kimberly Mansion (Smith Sisters House)                                             | Kimberly Mansion                                       | 30. Mai 1974 ID-Nr. 74002178                              | Glastonbury, 1625 Main Street 41° 41′ 21,5″ N, 72° 36′ 21,6″ W                                                                                   | Hartford County   | Wohnhaus von Abby Hadassah Smith und Julia Evelina Smith; zwei Frauenrechtlerinnen, die ab 1872 gegen die Gemeinde Glastonbury einen Steuerrechts-Prozess führten und schließlich gewannen. Ihre Argumentation, eine Steuererhöhung sei unrechtmäßig, weil sie kein Wahlrecht hätten (in Anlehnung an die Parole des Unabhängigkeitskriegs: „no taxation without representation“) erregte landesweite Aufmerksamkeit.                                                                         |
| 28    | L. A. Dunton                                                                       | L. A. Dunton                                           | 4. Nov. 1993 ID-Nr. 93001612                              | Mystic, Mystic Seaport 41° 21′ 39,2″ N, 71° 57′ 54,7″ W                                                                                          | New London County | Gebaut 1921; eines der letzten großen Fischfang-Schiffe, das noch mit Besegelung gebaut wurde. |
| 29    | Litchfield Historic District                                                       | Litchfield Historic District                           | 24. Nov. 1968 ID-Nr. 68000050                             | Litchfield, Altstadt 41° 44′ 50,6″ N, 73° 11′ 24,5″ W                                                                                            | Litchfield County | Typisches New-England-Stadtzentrum mit Gebäuden vom Ende des 18. und Anfang des 19. Jahrhunderts. |
| 30    | Lockwood-Mathews Mansion (Elmenworth, Elm Park)                                    | Lockwood-Mathews Mansion                               | 30. Nov. 1970 ID-Nr. 70000836                             | Norwalk, 295 West Avenue 41° 6′ 32″ N, 73° 25′ 1,7″ W                                                                                            | Fairfield County  | Villa im Second-Empire-Stil, erbaut 1864. |
| 31    | Othniel C. Marsh House (Marsh Hall)                                                | Othniel C. Marsh House                                 | 12. Jan. 1965 ID-Nr. 66000875                             | New Haven, 360 Prospect Street 41° 19′ 18,5″ N, 72° 55′ 23,9″ W                                                                                  | New Haven County  | Erbaut 1878 als Wohnhaus des Paläontologen Othniel Marsh; gehört als Marsh Hall zur Yale University. |
| 32    | Mashantucket Pequot Reservation Archeological District (Wawarramoreke)             | Mashantucket Pequot Reservation Archeological District | 12. Apr. 1993 ID-Nr. 86001323                             | Ledyard, nordöstlich der Stadt 41° 27′ 32″ N, 71° 58′ 21,7″ W                                                                                    | New London County | Distrikt der Mashantucket Pequot Reservation mit archäologischen Überresten zur Geschichte der Pequots. |
| 33    | Stephen Tyng Mather Home                                                           | Stephen Tyng Mather Home                               | 27. Nov. 1963 ID-Nr. 66000877                             | Darien, 19 Stephen Mather Road 41° 6′ 45,4″ N, 73° 28′ 27,5″ W                                                                                   | Fairfield County  | Wohnhaus des Naturschützers Stephen Tyng Mather, der den Aufbau des amerikanischen National Park Service vorangetrieben hatte und erster Direktor der Behörde war. |
| 34    | Lafayette B. Mendel House                                                          | Lafayette B. Mendel House                              | 7. Jan. 1976 ID-Nr. 76002138                              | New Haven, 18 Trumbull Street 41° 18′ 40,5″ N, 72° 55′ 6,5″ W                                                                                    | New Haven County  | Wohnhaus des Biochemikers Lafayette B. Mendel, des Entdeckers des Vitamin A. |
| 35    | James Merrill House                                                                | James Merrill House                                    | 31. Okt. 2016 ID-Nr. 13000618                             | Stonington, 107 Water Street 41° 20′ 1,3″ N, 71° 54′ 23,9″ W                                                                                     | New London County | Wohnhaus des Schriftstellers James Merrill. |
| 36    | Monte Cristo Cottage (Eugene O’Neill House)                                        | Monte Cristo Cottage                                   | 17. Juli 1971 ID-Nr. 71001010                             | New London, 325 Pequot Avenue 41° 19′ 55,9″ N, 72° 5′ 45,2″ W                                                                                    | New London County | Wohnhaus des Schriftstellers und Nobelpreis-Trägers Eugene O’Neill. |
| 37    | Edward W. Morley House                                                             | Edward W. Morley House                                 | 15. Mai 1975 ID-Nr. 75002057                              | West Hartford, 26 Westland Avenue 41° 45′ 27″ N, 72° 45′ 11,5″ W                                                                                 | Hartford County   | Wohnhaus des Chemikers Edward W. Morley, bekannt für das Michelson-Morley-Experiment und für seine Forschungen zu den Molekulargewichten von Wasserstoff und Sauerstoff. |
| 38    | Nautilus (USS)                                                                     | Nautilus (USS)                                         | 20. Mai 1982 ID-Nr. 79002653                              | Groton, Submarine Force Museum 41° 23′ 13,2″ N, 72° 5′ 16,8″ W                                                                                   | New London County | Das weltweit erste, einsatzfähige atomgetriebene U-boot; Stapellauf 1954, Außerdienststellung 1979. |
| 39    | New Haven Green Historic District                                                  | New Haven Green Historic District                      | 30. Dez. 1970 ID-Nr. 70000838                             | New Haven, Innenstadt 41° 18′ 28,8″ N, 72° 55′ 37,2″ W                                                                                           | New Haven County  | Große innerstädtische Parkanlage („town green“, ursprüngliche Bedeutung: „Anger“), herausgehoben wegen der drei historischen Kirchengebäude dort: der United Church on the Green, erbaut 1814, der Center Church on the Green, erbaut 1639/Neubau 1812, und der Trinity Church on the Green, erbaut 1814/15. |
| 40    | Charles H. Norton House                                                            | Charles H. Norton House                                | 11. Mai 1976 ID-Nr. 76002139                              | Plainville, 132 Redstone Hill 41° 39′ 31,9″ N, 72° 53′ 7″ W                                                                                      | Hartford County   | Wohnhaus von Charles H. Norton, amerikanischer Erfinder, Mechaniker und Ingenieur. |
| 41    | Old Newgate Prison                                                                 | Old Newgate Prison                                     | 28. Nov. 1972 ID-Nr. 70000839                             | East Granby, 115 Newgate Road 41° 57′ 43″ N, 72° 44′ 42″ W                                                                                       | Hartford County   | Kolonial-Gefängnis; Loyalisten wurden hier während des Amerikanischen Unabhängigkeitskriegs gefangen gehalten; Staats-Gefängnis von Connecticut von 1773 bis 1827; Museum. |
| 42    | Old State House                                                                    | Old State House                                        | 18. Dez. 1960 ID-Nr. 66000878                             | Hartford, 800 Main Street 41° 45′ 57,9″ N, 72° 40′ 21,6″ W                                                                                       | Hartford County   | Ehemaliger Regierungssitz Connecticuts, Vorgänger des Connecticut State Capitol; Federal Style, Bau abgeschlossen 1796. |
| 43    | Nathaniel Palmer House                                                             | Nathaniel Palmer House                                 | 19. Juni 1996 ID-Nr. 96000971                             | Stonington, 40 Palmer Street 41° 20′ 34,5″ N, 71° 54′ 27,3″ W                                                                                    | New London County | Wohnhaus des Antarktis-Forschers und Robbenfängers Nathaniel Palmer; erbaut 1852–54. |
| 44    | Portland Brownstone Quarries                                                       | Portland Brownstone Quarries                           | 16. Mai 2000 ID-Nr. 00000703                              | Portland, Brownstone Avenue 41° 34′ 32,2″ N, 72° 38′ 35,9″ W                                                                                     | Middlesex County  | Die Sandstein-Steinbrüche wurden seit 1690 abgebaut; sie waren eine wichtige Quelle der großen Mengen Sandstein, die in New York City, Philadelphia, Boston und anderen Städten im 19. Jahrhundert benötigt wurden. |
| 45    | Tapping Reeve House and Law School (Litchfield Law School)                         | Tapping Reeve House and Law School                     | 21. Dez. 1965 ID-Nr. 66000879                             | Litchfield, 82 South Street 41° 44′ 37,5″ N, 73° 11′ 18,3″ W                                                                                     | Litchfield County | Eine der ersten und wichtigsten frühen Rechtsschulen der USA, 1784 gegründet von Tapping Reeve. |
| 46    | Frederic Remington House                                                           | Frederic Remington House                               | 21. Dez. 1965 ID-Nr. 66000880                             | Ridgefield, 154 Barry Avenue 41° 17′ 5,3″ N, 73° 31′ 0,6″ W                                                                                      | Fairfield County  | In den letzten Lebensmonaten Wohn- und Arbeitsstätte des Malers und Bildhauers Frederic Remington, der für seine Darstellungen des amerikanischen Wilden Westens berühmt ist. |
| 47    | John Rogers Studio                                                                 | John Rogers Studio                                     | 21. Dez. 1965 ID-Nr. 66000881                             | New Canaan, 33 Oenoke Ridge 41° 8′ 59,6″ N, 73° 29′ 51″ W                                                                                        | Fairfield County  | Studio des im 19. Jahrhundert populären Bildhauers und Künstlers John Rogers. |
| 48    | Samuel Wadsworth Russell House (Honors College)                                    | Samuel Wadsworth Russell House                         | 7. Aug. 2001 ID-Nr. 70000688                              | Middletown, 350 High Street 41° 33′ 36,7″ N, 72° 39′ 20,2″ W                                                                                     | Middlesex County  | Klassizistische Villenarchitektur (Greek Revival), entworfen von Ithiel Town; erbaut 1828 als Wohnhaus für Samuel Wadsworth Russell, den Gründer von Russell & Company, dem wichtigsten amerikanischen Handelsunternehmen im China-Handel des 19. Jahrhunderts; 1937 der Wesleyan University übertragen. |
| 49    | Sabino (Passenger Steamboat)                                                       | Sabino (Passenger Steamboat)                           | 5. Okt. 1992 ID-Nr. 92001887                              | Mystic, Mystic Seaport 41° 21′ 39,2″ N, 71° 57′ 54,7″ W                                                                                          | New London County | Eines von zwei erhaltenen Schiffen der amerikanischen „mosquito fleet“, kleinen Dampfschiffen, die auf den Binnengewässern der Vereinigten Staaten verkehrten; erbaut 1908, seit 1974 Museumsschiff. |
| 50    | The Steward’s House, Foreign Mission School                                        | The Steward’s House, Foreign Mission School            | 31. Okt. 2016 ID-Nr. 16000858                             | Cornwall, 14 Bolton Hill Road 41° 50′ 38″ N, 73° 19′ 51,2″ W                                                                                     | Litchfield County | Die Foreign Mission School (FMS), gegründet 1817, war das einmalige Experiment einer evangelikalen christlichen „Auslands“-Missionsstation und -Schule im Inland, das Steward’s House ist das letzte erhaltene Gebäude des ursprünglich dreiteiligen Komplexes; 1826 geschlossen aufgrund rassistischer Vorurteile, nachdem zwei Schüler indianischer Abstammung zwei weiße Frauen der Stadt geheiratet hatten; repräsentativ für den Ethnien-Diskurs Anfang des 19. Jahrhunderts in den USA. |
| 51    | Stanley-Whitman House                                                              | Stanley-Whitman House                                  | 9. Okt. 1960 ID-Nr. 66000882                              | Farmington, 37 High Street 41° 43′ 17,8″ N, 72° 49′ 29,3″ W                                                                                      | Hartford County   | Haus in typischer traditioneller Saltbox-Bauweise des 17. Jahrhunderts, eines der ältesten erhaltenen Bauwerke dieser Art in der Kolonial-Architektur New Englands; erbaut um 1660. |
| 52    | Harriet Beecher Stowe House                                                        | Harriet Beecher Stowe House                            | 9. Okt. 1960 ID-Nr. 70000710                              | Hartford, 73 Forest Street 41° 43′ 17,8″ N, 72° 49′ 29,3″ W                                                                                      | Hartford County   | Wohnhaus der Sklaverei-Gegnerin und Schriftstellerin Harriet Beecher Stowe, Autorin von Onkel Toms Hütte. |
| 53    | Jonathan Sturges House                                                             | Jonathan Sturges House                                 | 19. Apr. 1994 ID-Nr. 84000247                             | Fairfield, 449 Mill Plain Road 41° 8′ 47,7″ N, 73° 16′ 2,7″ W                                                                                    | Fairfield County  | Landhaus im frühen neogotischen Stil, eines der ältesten und am besten beschriebenen Beispiele neogotischer Architektur; erbaut 1840, Architekt: Joseph C. Wells. |
| 54    | Ida Tarbell House                                                                  | Ida Tarbell House                                      | 19. Apr. 1993 ID-Nr. 93001602                             | Easton, 320 Valley Road 41° 17′ 12,5″ N, 73° 19′ 34,7″ W                                                                                         | Fairfield County  | Wohnhaus der Pionierin des investigativen Journalismus' („Muckraker“) und Autorin Ida Tarbell. |
| 55    | John Trumbull Birthplace (Governor Jonathan Trumbull House)                        | John Trumbull Birthplace                               | 21. Dez. 1965 ID-Nr. 66000883                             | Lebanon, Lebanon Green 41° 38′ 10,9″ N, 72° 12′ 53,3″ W                                                                                          | New London County | Erbaut 1735 von Joseph Trumble als Hochzeitsgeschenk für seinen Sohn Jonathan Trumbull. Das Haus war ein Zentrum der politischen und militärischen Organisation während der Amerikanischen Revolution, als Jonathan Trumbull Gouverneur der britischen Colony of Connecticut war. Das Haus war außerdem Geburtsort seines Sohnes, des Malers John Trumbull, der für seine Darstellungen der Kriegsereignisse bekannt wurde.                                                                   |
| 56    | Mark Twain Home                                                                    | Mark Twain Home                                        | 29. Dez. 1962 ID-Nr. 66000884                             | Hartford, 351 Farmington Avenue 41° 46′ 3″ N, 72° 42′ 4,7″ W                                                                                     | Hartford County   | Erbaut 1873 im neogotischen Stil; das Wohnhaus, in dem Mark Twain von 1874 bis 1891 lebte und seine Hauptwerke schrieb, u. a. Tom Sawyer und Huckleberry Finn. |
| 57    | Joseph Webb House                                                                  | Joseph Webb House                                      | 20. Jan. 1961 ID-Nr. 66000885                             | Wethersfield, 211 Main Street 41° 42′ 43,2″ N, 72° 39′ 10,1″ W                                                                                   | Hartford County   | Das Haus war 1781 Ort einer fünftägigen Konferenz des amerikanischen Generals George Washington und des französischen Generals Comte de Rochambeau, welche der letzten großen und entscheidenden Schlacht des Amerikanischen Unabhängigkeitskriegs vorausging, der Schlacht bei Yorktown. |
| 58    | Noah Webster Birthplace                                                            | Noah Webster Birthplace                                | 29. Dez. 1962 ID-Nr. 66000886                             | West Hartford, 227 South Main Street 41° 42′ 43,2″ N, 72° 39′ 10,1″ W                                                                            | Hartford County   | Geburtshaus des amerikanischen Lexikografen und Rechtschreibreformers Noah Webster. |
| 59    | Henry Whitfield House                                                              | Henry Whitfield House                                  | 25. Sep. 1997 ID-Nr. 97001277                             | Guilford, 248 Old Whitfield Street 41° 16′ 40,9″ N, 72° 40′ 32″ W                                                                                | New Haven County  | Das älteste erhaltene Wohnhaus in Connecticut und das älteste erhaltene Steinhaus in New England, erbaut 1639; 1899 als erstes Museum des Staates Connecticut eröffnet, als Henry Whitfield State Museum. |
| 60    | Austin F. Williams Carriagehouse and House                                         | Austin F. Williams Carriagehouse and House             | 6. Aug. 1998 ID-Nr. 98001190                              | Farmington, 127 Main Street 41° 43′ 4,1″ N, 72° 50′ 2″ W                                                                                         | Hartford County   | Der Gebäudekomplex wurde aufgenommen aufgrund der Bedeutung für die amerikanische Sozialgeschichte: Er war vorübergehend Aufenthaltsort der befreiten Afrikaner im Anschluss an die Amistad-Prozesse und später „Station“ der Underground Railroad. |
| 61    | William Williams House                                                             | William Williams House                                 | 11. Nov. 1971 ID-Nr. 71001012                             | Lebanon, Lebanon Green, Kreuzung State Routes 207/87 41° 38′ 9,8″ N, 72° 12′ 46″ W                                                               | New London County | Wohnhaus von William Williams, einem der „Gründerväter“ der Vereinigten Staaten und Unterzeichner der Unabhängigkeitserklärung. |
| 62    | Oliver Wolcott House                                                               | Oliver Wolcott House                                   | 11. Nov. 1971 ID-Nr. 71001011                             | Litchfield, South Street 41° 44′ 35,9″ N, 73° 11′ 16,1″ W                                                                                        | Litchfield County | Wohnhaus von Oliver Wolcott, einem der „Gründerväter“ der Vereinigten Staaten, Unterzeichner der Unabhängigkeitserklärung und Gouverneur von Connecticut. |
| 63    | Yale Bowl                                                                          | Yale Bowl                                              | 27. Feb. 1987 ID-Nr. 71001011                             | New Haven, 81 Central Avenue 41° 18′ 47,2″ N, 72° 57′ 37,8″ W                                                                                    | New Haven County  | Erbaut 1913/14; erstes Football-Stadion der USA, welches als elliptische Schüssel (englisch: bowl) entworfen wurde und damit vorbildhaft wurde; Spielort des traditionellen jährlichen Football-Spiels zwischen den Universitätsmannschaften aus Yale und Harvard, dem „The Game“. |

## Weitere Denkmale und historische Gebiete Connecticuts im National Park System
In Connecticut gibt es ein solches Gebiet, das vom National Park Service im Anhang der Landmark-Liste für Connecticut genannt wird (Stand 2017).
| [ 9 ] | Name                             | Bild                             | Eintragsdatum                 | Lage                                                       | County           | Beschreibung |
| ----- | -------------------------------- | -------------------------------- | ----------------------------- | ---------------------------------------------------------- | ---------------- | --- |
| 1     | Weir Farm National Historic Site | Weir Farm National Historic Site | 31. Okt. 1990 ID-Nr. 01000108 | Wilton, 735 Nod Hill Road 41° 15′ 21,7″ N, 73° 27′ 24,9″ W | Fairfield County | Die Weir Farm erinnert an Leben und Werk des amerikanischen impressionistischen Malers Julian Alden Weir sowie an andere Künstler, die hier lebten. |

## Ehemalige National Historic Landmarks in Connecticut
Die Reihenfolge der Einträge und die Namen der Landmarks folgen den Angaben in der Landmark-Liste des National Park Service, die auch die ehemaligen Landmarks verzeichnet. Die Daten zu Eintrag und Austrag des Landmark-Status folgen den Angaben der Datenblätter der ehemaligen Landmarks.
|   | Name                  | Bild | Eintrag/Austrag                 | Lage      | County           | Beschreibung |
| - | --------------------- | ---- | ------------------------------- | --------- | ---------------- | --- |
| 1 | Metropolitan Building |      | 29. Jan. 1964 ausgetragen: 1973 | New Haven | New Haven County | Ort der ersten kommerziellen Telefonverbindung. Das Gebäude wurde 1973 abgerissen und durch eine Parkgarage ersetzt. |